# Linz Hauptbahnhof
Linz Hauptbahnhof is het middelpunt van het OV-knooppunt Linz in de gelijknamige hoofdstad van de Oostenrijkse deelstaat Opper-Oostenrijk. Het is het overstappunt tussen de langeafstands- en buurtspoorwegen van de ÖBB (Westbahn, Pyhrnbahn, Summerauerbahn) en de Linzer Lokalbahn, de Linzer tram, de Linzer trolleybus, de stadsbussen en de streekbussen van de post. Met dagelijks meer dan 41.951 reizigers is het een van de drukste doorgangsstations in Oostenrijk. De IATA-Code voor het station is LZS.

## Geschiedenis
Het eerste stationsgebouw in romantische stijl werd in 1858 geopend op het vroegere terrein van het Gesselböckhof. Op 12 februari 1891 kreeg het station elektrische verlichting, Plannen voor een verbouwing in 1920 werden niet uitgevoerd en pas in 1931 werd de uitbreiding van het station onder leiding van architect  Anton Wilhelm ter hand genomen. De ombouw in staalskeletbouw met gewapend beton werd in 1936 voltooid, het station kreeg toen een hoge stationshal met smalle hoge vensters. Al in 1938 werden plannen gemaakt voor een nieuwe locatie van het station in verband met het Nazi-project Führerstadt dat echter niet gerealiseerd werd. Het nieuwe station zou ten zuiden van de Bulgariplatz komen op het terrein van het latere Wagner-Jauregg ziekenhuis.
In de Tweede Wereldoorlog werd ongeveer 70% van het station vernield en tussen 1946 en 1954 vonden de herstel werkzaamheden plaats. Ook nu werd Anton Wilhelm aangezocht die het station weer opbouwde met gebruikmaking van overgebleven vooroorlogse delen. Het station en emplacement werden op 3 oktober 1949 heropend, al waren de werkzaamheden pas in 1955 afgerond. 
In 2004 werd, na twee jaar bouwtijd, een nieuw stationsgebouw gebouwd. De nieuwbouw naar een ontwerp van architect Wilhelm Holzbauer heeft een dak op geschraagde stalen zuilen en een glazen gevel. Het werd opgetrokken voor het bestaande stationsgebouw en daardoor 10 meter dichter bij de Kärntner  Straße. Het oude gebouw maakte plaats voor de nieuwe sporen van de Linzer Lokalbahn (LiLo) hetgeen in november 2005 was voltooid zodat de LiLo nu ook in het station komt.

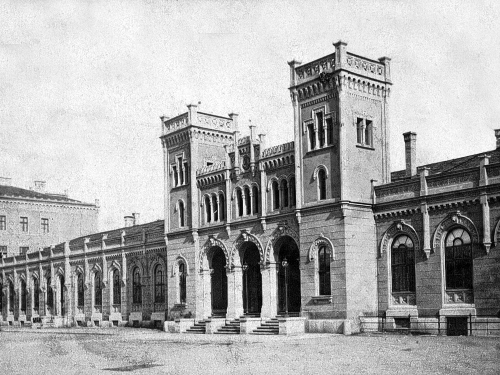
Het eerste stationsgebouw rond 1860.
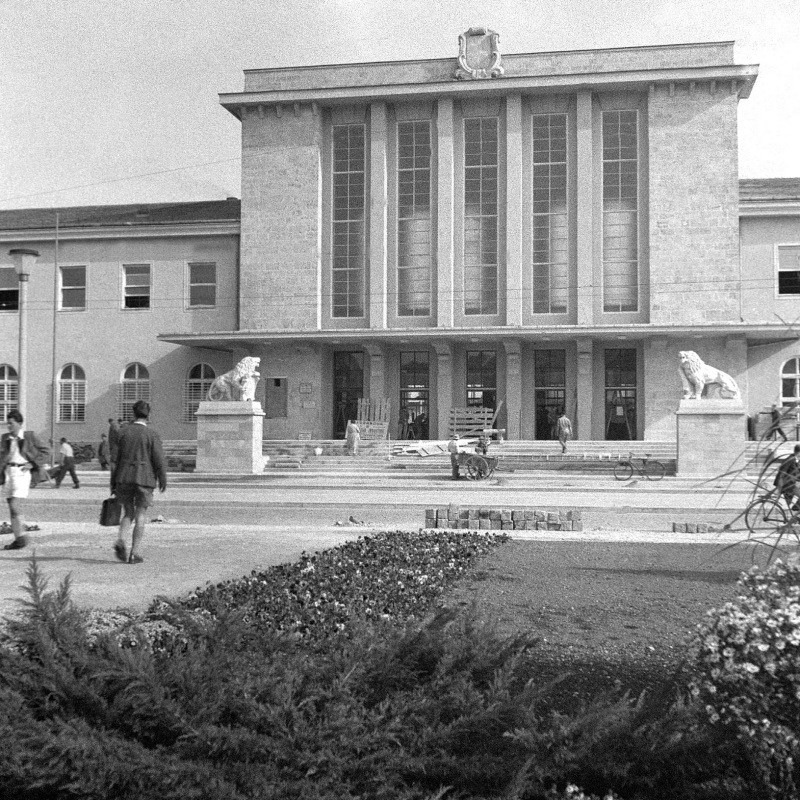
Het tweede stationsgebouw bij de heropening op 3 oktober 1949.

## Het stationsgebouw uit 2004
Het stationsgebouw kent drie lagen waarvan de bovenste met de hoofdingang op straatniveau ligt, Naast de hoofdingang ligt de taxistandplaats en het busstation aan de noordkant is eveneens met de  bovenste laag verbonden. Voor de hoofdingang staan ook de stenen leeuwen die ook al voor het gebouw uit 1936 stonden. In het busstation stoppen de streekbussen van de post, enkele lijnen van de stadsbus en trolleybus, alsmede streekbussen van de vervoerder Weiser uit Traun die de verbindingen onderhouden met de naburige gemeenten Traun en Ansfelden onderhuden. 
De reizigerstunnel naar de perrons sluit aan op de middelste laag waar zich ook de kaartverkoop van ÖBB, de ÖBB Clublounge en verschillende winkels en restaurants bevinden. 
De onderste laag sluit aan op de parkeergarage aan de zuidkant en het ondergrondse tramstation waar alle vier tramlijnen stoppen. Door deze optimale overstapmogelijkheden, de ruime opzet en de heldere omgeving werd het station tussen 2005 en 2011 zeven keer op rij door de Verkehrsclub Österreich als mooiste station van Oostenrijk verkozen In 2012 en 2013 eindigde het station op de tweede plaats. Voor de verbouwing eindigde het station altijd op een van de laatste vijf plaatsen van de ranglijst. 

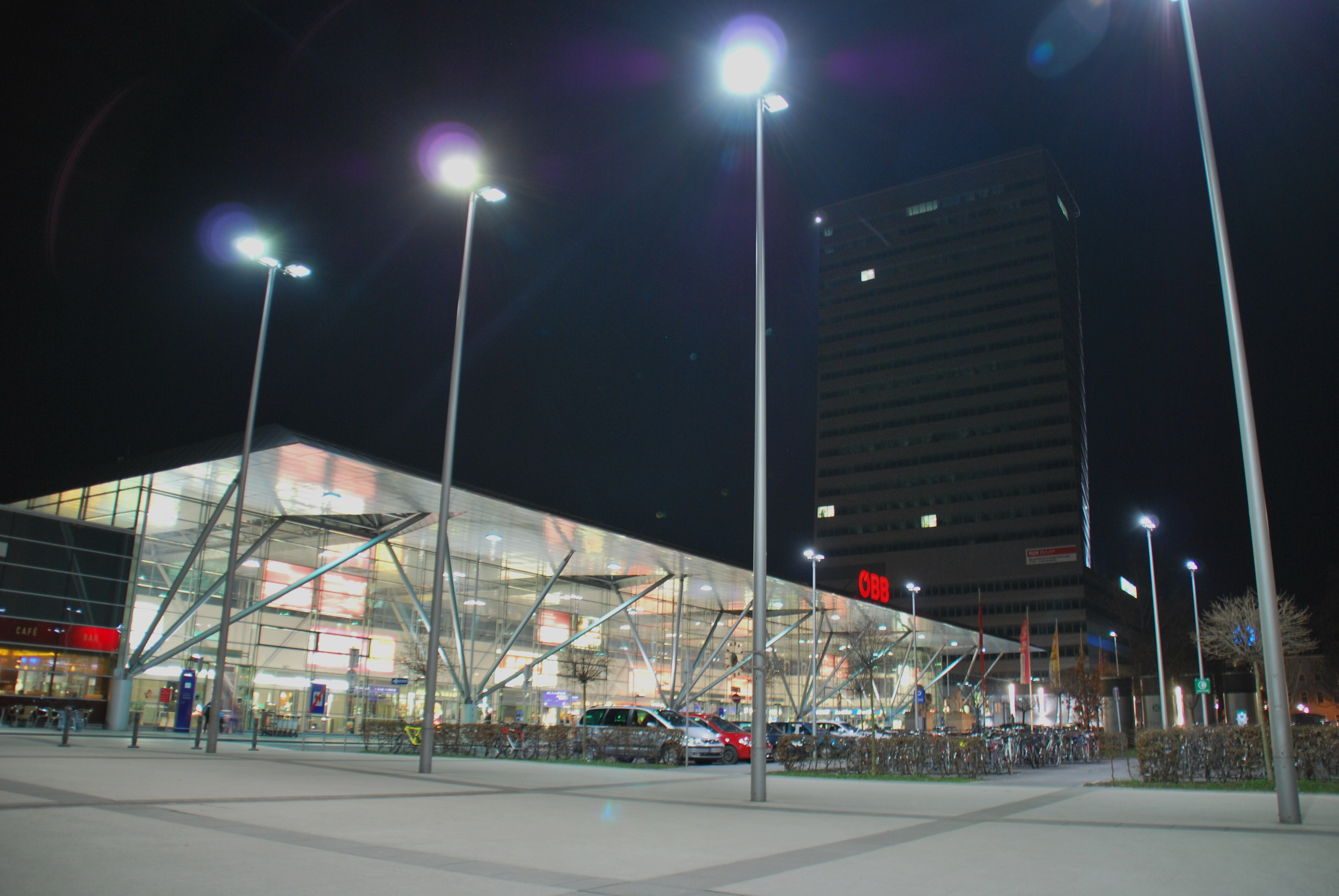
Het station bij nacht...
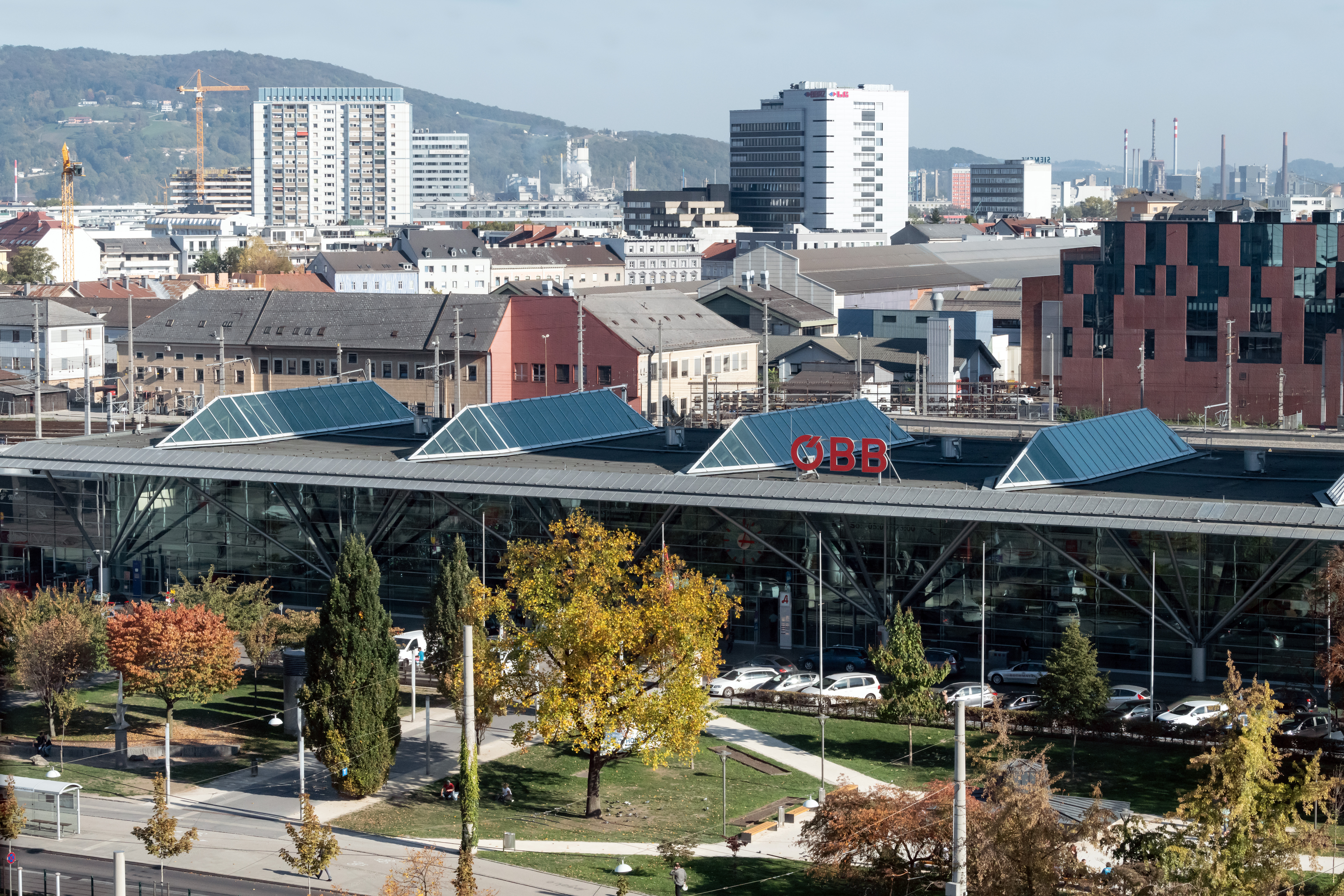
..en overdag.
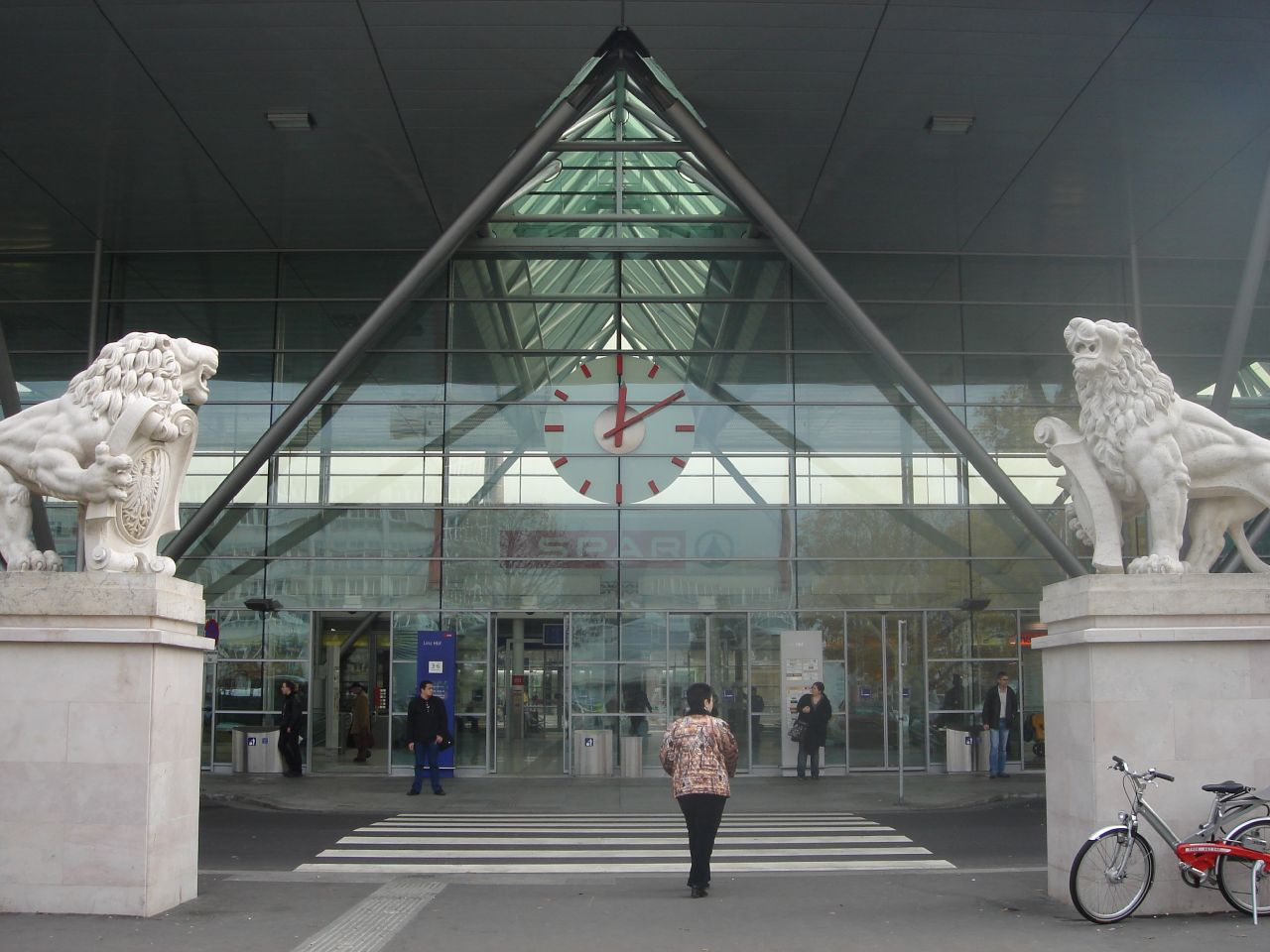
De leeuwen bij de ingang.

### Leeuwen
Voor de hoofdingang staan twee stenen leeuwen met wapenschilden die elkaar aankijken. Ze stonden vanaf ongeveer 1949 tot 21 juli 2003 al op dezelfde manier naast de trappen van het station en werden het herkennings- en ontmoetingspunt van het station. De beelden zijn in 1941 tijdens het nationaalsocialisme gemaakt als deel van een opdracht voor 4 leeuwen die geplaatst zouden worden op de bruggenhoofden van de Todtbrücke in Salzburg die na de oorlog werd omgedoopt in Staatsbrücke. Beeldhouwer Jakob Adlhart uit Halein had slechts twee leeuwen voltooid die na de oorlog niet in Salzburg geplaatst werden maar werden verkocht aan Linz en daar bij de ingang van het station geplaatst. In 2007 werden met behulp van fotogrammetrie kopieën uit PU-schuim, met nieuwe schilden, gefreesd in opdracht van ÖBB voor hun winkel in het station. 

## Perrons
Sinds 2015 kunnen de treinen stoppen op 14 sporen langs 7 eilandperrons, waarbij de sporen 1 en 21 gebruikt worden door de Linzer Lokalbahn. De perrons voldoen aan de normen van de Bahnhofsoffensive en zijn toegankelijk met liften en roltrappen. Behalve kopspoor 22 zijn het allemaal doorgaande sporen. 

## Tramstation
Door de zogeheten Bahnhofsoffensive van de ÖBB werden verschillende veranderingen in het OV doorgevoerd. Het station werd tot 2003 alleen bovengronds door tramlijn 3 aangedaan terwijl de lijnen 1 en 2 door de Wienerstraße op enige afstand ten noorden van het station reden. De tramsporen werden verlegd naar een tunnel tussen de Goethekreuzung en de Herz Jesu Kirche, waardoor ook de lijnen 1 en 2 het station aandoen. Het bovengrondse tramspoor tussen de Blumauerplatz en de Herz-Jesu-Kirche werd in 2009 opgebroken en als winkelstraat ingericht. Zodoende is van dit tracé niets meer te zien aangzien ook de straat werd verlegd en een nieuw muziektheater op een deel van het tracé werd opgetrokken. 
Het ondergrondse tramstation is 86 meter lang en biedt per spoor plaats aan twee Cityrunner trams achterelkaar. Aan beide kanten van het station liggen keerlussen die gebruikt worden tot de verlenging van lijn 3, alsmede bij evenementen op de Landstraße. Behalve de keerlussen ligt hier de splitsing van de lijnen 1 en 2 en de lijnen 3 en 4 over de lijn naar Traun die in de stad ondergronds ligt. 

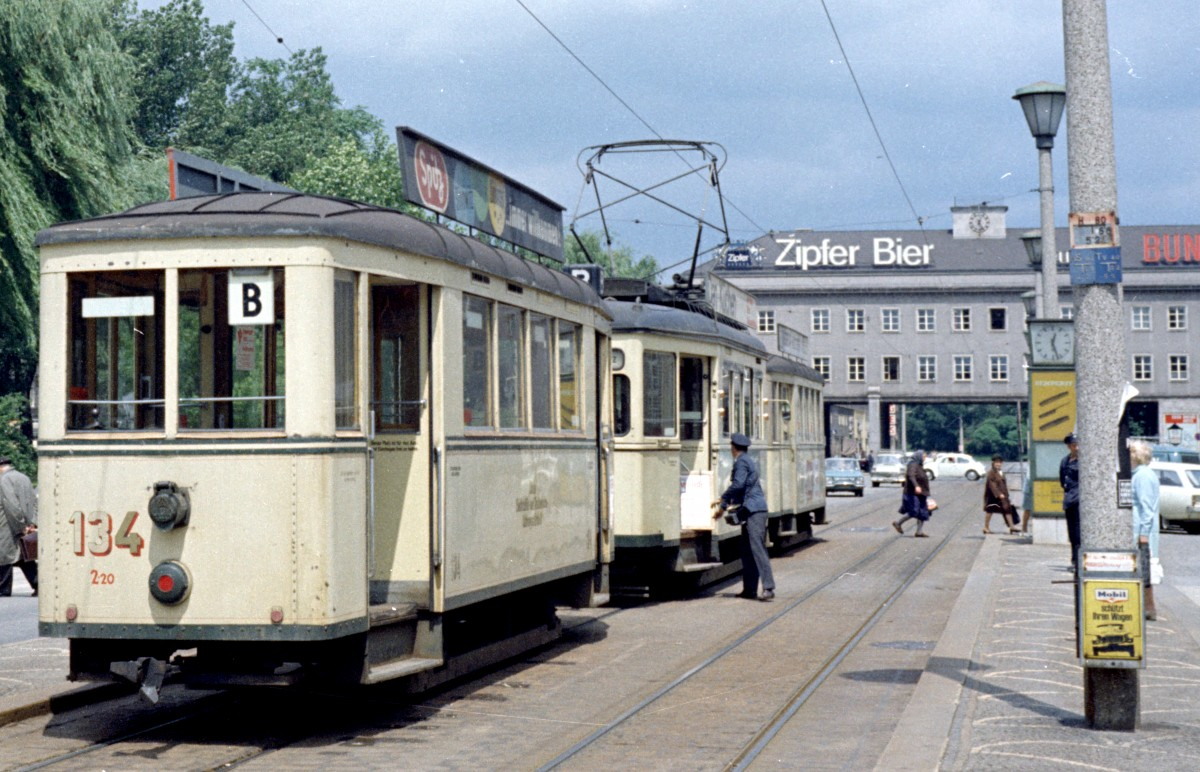
Het eindpunt van tram 3 (later lijn3) op het stationsplein in 1971, tot 1985 werden de trams hier ook gestald.
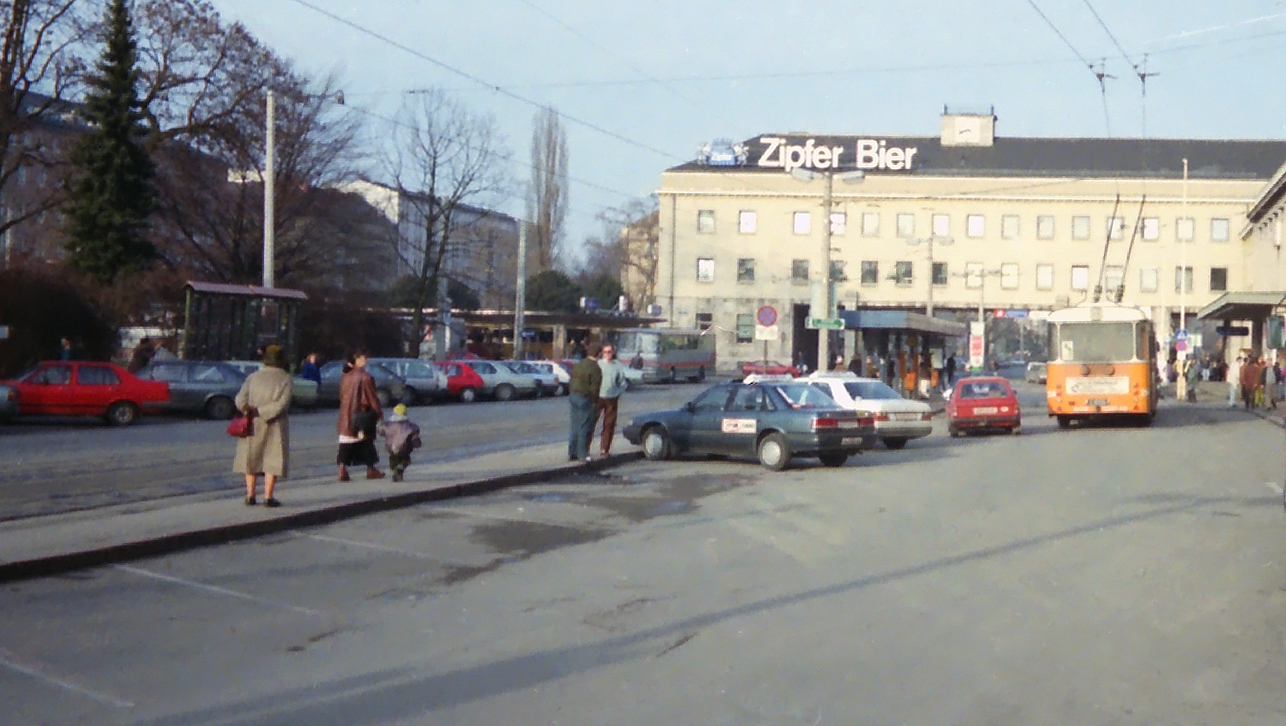
het stationsplein in 1992 met de halte van tram 3 en de trolleybuslijn 21. In het park links lag de eindlus van tram 3.
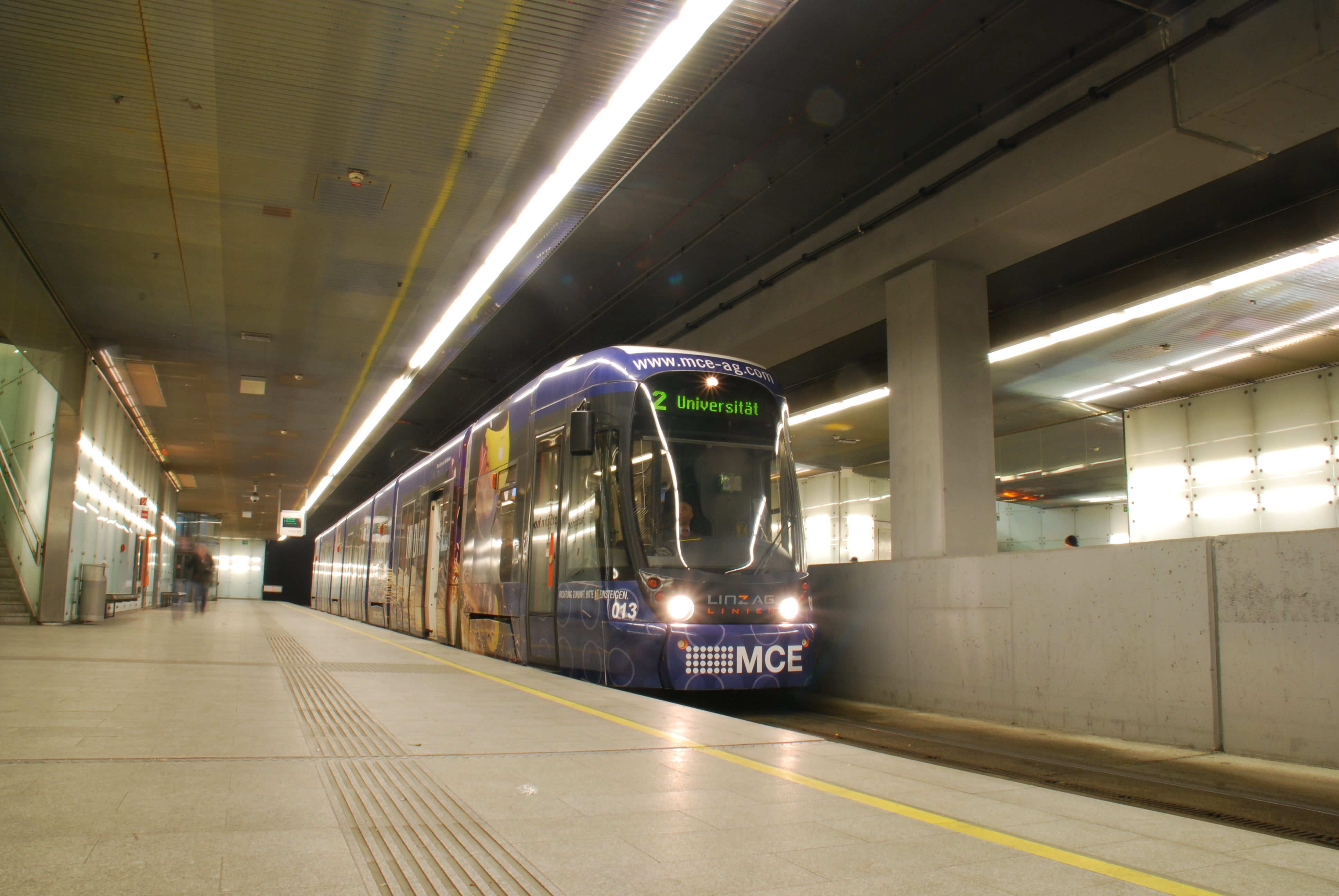
Het ondergrondse tramstation.

## Busstation
In 2004 werd het busstation aan de noordzijde van het stationsplein gebouwd waarmee het oude bij het stationspostkantoor aan belang verloor. Het nieuwe busstation ligt onder het LDZ (Landesdienstleistungszentrum) op maaiveld niveau en kent drie busperrons voor de verschillende buslijnen. Het nieuwe busstation is 200 meter lang en 50 meter breed. 